# 能量條件
在重力的相對論性古典場論，特別是廣義相對論，能量條件為眾多限制條件中的一項，這些條件不是場方程式的結果，但可加諸一時空模型上，作為額外的約束。目標是希望任何物理學上合理的自然界物質分佈至少會「符合」這些條件中的一項，而多數不合理的分佈則會至少「違背」其中一項。

## 動機
在廣義相對論與其相關的理論中，來自物質以及其他非重力之力場所造成的質量、動量與應力的分佈是由能量-動量張量（或稱物質張量、能量-應力張量）{\displaystyle T^{ab}\,}所描述。然而，愛因斯坦場方程式對於一時空模型中，物質或非重力力場的哪些狀態是被許可的並不太揀選。這個特色是項長處——既然一個良好的重力普適性理論應該要盡量與非重力物理學中任何假設無關，不過這也是項短處——因為若無額外的準則，愛因斯坦場方程式許可一些多數物理學家認為帶有非物理性特質的想像解，亦即：太怪異的解，而不與真實宇宙中任何事物相像，即便近似上地講。
能量條件則代表這樣的準則。約略來說，它們粗略地描述了物質與非重力力場（幾乎）所有狀態其大體上會有的特質；這些特質在物理學上多數已完善了解，足以排除愛因斯坦場方程式許多非物理性的「解」。 
數學上來說，能量條件最明顯可做區別的特徵為：它們本質上是對於物質張量的本徵值與本徵向量的限制。一個更微細但一樣重要的特徵為：它們加諸的對象是「事件尺度的」(eventwise)，所在為切空間的階層，也就是說它們是定域性質的約束。因此，它們並無希望能夠排除掉一些受爭議的全域特徵的事物，例如封閉類時曲線(closed timelike curves)。

## 數學陳述
目前常用的能量條件約有五、六種樣式：
- 弱能量條件(weak energy condition)規定對於每個指向未來(future-pointing)的「類時向量場」(timelike vector field) {\displaystyle {\vec {X}}}，相應的觀察者所觀察到的物質密度永不為負值：
{\displaystyle \mu =T_{ab}\,X^{a}\,X^{b}\geq 0}

- 零能量條件(null energy condition)規定對於每個指向未來的「零向量場」(null vector field) {\displaystyle {\vec {k}}}： 
{\displaystyle \mu =T_{ab}\,k^{a}\,k^{b}\geq 0}

- 強能量條件(strong energy condition)規定對於每個指向未來的「類時向量場」 {\displaystyle {\vec {X}}}，由相應的觀察者所測量到的潮汐張量(tidal tensor)的跡數(trace)永不為負值：
{\displaystyle \left(T_{ab}-{\frac {1}{2}}\,T\,g_{ab}\right)\,X^{a}\,X^{b}\geq 0}

- 主能量條件(dominant energy condition)規定，除了弱能量條件成立之外，對於每個指向未來的「因果性向量場」(causal vector field)（也就是類時或零）{\displaystyle {\vec {Y}}}，向量場{\displaystyle -{T^{a}}_{b}\,Y^{b}}必須是指向未來的「因果性向量場」。換句話說，質能永遠不會被觀測到以超過光速的速度流動。

上面這些能量條件都有個「平均」版本，其中上面提到的性質僅在沿著適當向量場的流線(flowline)上「平均上地」成立。舉例來說，平均零能量條件(averaged null energy condition)陳述：對於零向量場 {\displaystyle {\vec {k}}}的每條流線（積分曲線(integral curve)）{\displaystyle C}，我們必須有
{\displaystyle \int _{C}T_{ab}\,k^{a}\,k^{b}\,d\lambda \geq 0}。

## 完美流體
完美流體(Perfect fluids)其物質張量具有如下形式
{\displaystyle T^{ab}=\mu \,u^{a}\,u^{b}+p\,h^{ab}}
其中{\displaystyle {\vec {u}}}為物質粒子的4-速度，而{\displaystyle h^{ab}}為在每個事件點，投影到垂直於4-速度的空間性超平面元素(spatial hyperplane elements)投影張量(projection tensor)。（注意到這些超平面元素不會構成空間性的超切片(hyperslice)，除非速度是無渦性(vorticity-free)的，也就是不旋轉的(irrotational)）。對於物質粒子運動相伴行的參考系，物質張量的分量呈現對角形式：
{\displaystyle T^{{\hat {a}}{\hat {b}}}=\left[{\begin{matrix}\mu &0&0&0\\0&p&0&0\\0&0&p&0\\0&0&0&p\end{matrix}}\right]}
此處，{\displaystyle \mu }是物質密度（質能密度）而{\displaystyle p}是壓力。
能量條件則可以針對本徵值來重新表述：
- 弱能量條件規定{\displaystyle \mu \geq 0,\;\;\mu +p\geq 0}
- 零能量條件規定{\displaystyle \mu +p\geq 0}
- 強能量條件規定{\displaystyle \mu +p\geq 0,\;\;\mu +3p\geq 0}
- 主能量條件規定{\displaystyle \mu \geq |p|}

以完美流體為例，一些能量條件之間的引申關係

這些能量條件之間的引申關係在右圖中指出。注意到其中一些能量條件允許負壓力。另外注意到：儘管名稱上稱作「強」能量條件，其並不引申到「弱」能量條件，即使在完美流體的課題中亦然如此。